# Luciano Leggio
Luciano Leggio (ur. 6 stycznia 1925 w Corleone, zm. 15 listopada 1993 w Nuoro) – włoski mafioso, jeden z najważniejszych bossów (capo di tutti capi) mafii sycylijskiej w całej jej historii. Słynął z brutalności i bezwzględności.

## Początki kariery przestępczej
Urodził się 6 stycznia 1925 roku w miejscowości Corleone na Sycylii jako dziesiąte dziecko bardzo ubogiej i niepiśmiennej chłopskiej rodziny. Porzucił szkołę w piątej klasie, nie potrafił pisać i czytać – braki te nadrobił później zmuszając nauczyciela do nauczania pod groźbą użycia broni palnej. Cierpiał na chorobę Potta – uszkodzenie kręgosłupa w wyniku choroby gruźliczej, przez co musiał nosić gorset.
W wieku 19 lat zabił (pierwsze jego potwierdzone zabójstwo) strażnika plantacji, przez którego trafił do więzienia za kradzież zboża. Po krótkim pobycie w więzieniu wyszedł na wolność i wstąpił w szeregi klanu (rodziny) Corleone (1944 r.).
Za bossa mafii sycylijskiej uchodził wówczas Calogero "Don Calò" Vizzini (rządził ze swojego rodzinnego miasta Villalba) – od Amerykanów Don otrzymał pozwolenia na posiadanie broni dla ochrony przed atakami ze strony faszystów. Nie jest tajemnicą, że władze amerykańskie – właściwie Armia USA (US Army) – potrzebowały wówczas mafiosów jako swoich sojuszników w okresie inwazji na Sycylię (lipiec 1943). Po tym jak upadła władza faszystowska, na jej miejsce wkroczyła mafia.
Po zabójstwie strażnika plantacji zwrócił na siebie uwagę bossów. Wówczas Leggio poznał na własnej skórze słabość wymiaru sprawiedliwości. Żona zabitego strażnika plantacji widziała na własne oczy, że to on zabił jej męża, a mimo wszystko został zwolniony. Proces trwał 18 lat i dwukrotnie przez ten czas został uniewinniony zaocznie (in absentia). Przez te lata prowadził swoją przestępczą karierę. Z biegiem czasu stał się zabójcą (hitman) na usługach bossów, piął się w hierarchii mafii, zabijał bez skrupułów, dla samej przyjemności i dla ośmieszenia władz.
Jedną z jego ofiar był niejaki Barbaccia – lokalny boss kontrolujący sprzedaż bydła. Leggio kradł jego bydło na własną rękę, ludzie Barbaccia ginęli jeden po drugim, aż w końcu i on zaginął bez wieści (tzw. biała śmierć – ciała nigdy nie odnaleziono).
Za zarobione (zdobyte) pieniądze – mając już 20 lub 21 lat – kupił sobie posiadłość Piano Della Scala, skąd organizował nowe przestępcze przedsięwzięcia. Prowadził ubojnię kradzionego bydła po czym hurtowo sprzedawał mięso w Palermo. Przewóz mięsa był ochraniany przez zaufanych ludzi Corleonesi.
W 1948 roku policja odkryła w skałach Rocca Busambra jego prywatny cmentarz, w którym kopano zwłoki zamordowanych przeciwników m.in. Placida Rizzotto (skutego łańcuchem zastrzelono i wrzucono do dołu) – oskarżał on Leggio o celową zmianę biegu rzeki Belice.
Świadek morderstwa Rizzotty – dwudziestoletni pasterz – ze strachu dostał dziwnych objawów, po czym trafił do szpitala. Dyrektorem tego szpitala był Michele Navarra – szef mafii w Corleone (przełożony Leggio). Navarra osobiście zrobił nieszczęsnemu chłopakowi zastrzyk, zmarł on po paru minutach. Przed śmiercią pasterz wskazał na Leggio i jego dwóch kompanów jako sprawców zabójstwa Rizzotty. Leggio został uniewinniony przez trzech kolejnych sędziów w ciągu 13 następnych lat, natomiast dwaj jego kompani zostali aresztowani, zaś Leggio wypłacił im za to należną nagrodę.
Michele Navarra uchodził za szanownego obywatela, był prezydentem miejscowego Stowarzyszenia Posiadaczy Ziemi i członkiem wielu organizacji społecznych, posiadał lokalne tytuły i honory. W tym samym czasie był bossem mafii w Corleone (był wysokim rangą gangsterem w strukturze całej mafii sycylijskiej, a podwójne życie jakie prowadził, wyszło na jaw po jego śmierci w 1958 r.)

## Wyeliminowanie szefa Michele Navarry
Współpraca Leggio z Navarrą trwała bez przeszkód cztery lata (od 1954 roku). Z upływem lat obaj zrozumieli, iż przyszedł czas, by któryś z nich rozstał się ze światem. Leggio był na tyle mocny, aby już przejąć miejsce szefa. Navarra z kolei chciał się pozbyć niewygodnego i nieznośnego podwładnego. Navarra wynajął zabójców, którzy dokonali nieudanego zamachu w posiadłości Leggio. W odpowiedzi Leggio nasłał swoich ludzi (m.in. Salvatore Riina i Bernardo Provenzano), którzy ostatecznie w 1958 roku zamordowali Navarro (z jego ciała wyjęto sześćdziesiąt siedem kul z broni automatycznej). Przez następne lata ginęli kolejni ludzie poprzedniego szefa. Wynik wojny – 29 zabitych po stronie Navarry i 13 po stronie Leggio. Ostatecznie Luciano został szefem mafii w Corleone.
Inni bossowie nie wydali zgody na zabicie Navarry. Aby zabić bossa (gangstera) trzeba było mieć poważny powód, przyzwolenie lub brak sprzeciwu innych bossów. Za złamanie tej reguły wydawało się, że los Leggio jest przesądzony. Stanął przed mafijną komisją Cupola i oświadczył, że zabójstwo miało charakter 'osobisty'. Pozostali bossowie postanowili o wszystkim zapomnieć i przejść nad tym do porządku dziennego.
Leggio budził powszechny strach i lęk wśród zwykłych mieszkańców Corleone. Nikt nie ośmielił się złożyć jakiegokolwiek zawiadomienia na policję, obawiano się jego zemsty. Odpowiadał za liczne zabójstwa, kradzieże, wymuszenia i akty przemocy (popełnił wiele gwałtów).

## Przenosiny do Palermo
Ok.1955 r, po śmierci Dona Calogera Vizziniego (zm. w 1954 r.), Leggio przeniósł się do Palermo. Policja wiedziała o jego przestępczych dokonaniach, ale trudno było go namierzyć. Niewątpliwie wykorzystywał swoje wpływy, korumpował, zastraszał i szantażował każdego kto mu zagrażał, jeśli to nie pomagało, to wydawał wyroki śmierci. Komisarz policji na Sycylii Angelo Mangano ścigając Leggio zapłacił karierą i o mało nie stracił życia.

## Działalność przestępcza w Palermo
W 1955 roku przystąpił do opanowania rynku produkcji, transportu i sprzedaży detalicznej produktów spożywczych (warzywa, owoce, nabiał, ryby i mięso). Walka o wpływy pomiędzy klanami pochłonęła wiele ofiar, a ceny życia w Palermo podskoczyły o ponad 70% w porównaniu z resztą Włoch.
Każdy z przedsiębiorców musiał płacić haracz – hotelarze, budowlańcy, mechanicy samochodowi, fryzjerzy, sklepikarze, śmieciarze i pracownicy zakładów pogrzebowych itp. Opornym podpalano miejsca pracy lub podkładano bomby. Leggio kontrolował rynek zbóż (od 10% do 20% jego całych zysków) i mięsa, opanował zakłady bilardowe i automaty do gier, zainstalowane w tysiącach lokali w całej prowincji, a które przynosiły mu zyski ok. miliarda lirów rocznie (ok. 2 milionów dolarów). Dla podkreślenia swojego prestiżu i pozycji w społeczności nie szczędził pieniędzy na napiwki dla kelnerów i kelnerek, kupował świece dla kościołów i podarunki dla sierot.
Wykorzystywał współpracę mafii z lokalnymi politykami Partii Chrześcijańsko – Demokratycznej głównie z Salvem Limą (burmistrz Palermo w latach 1958–1963) i Vitem Cianciminem (budownictwo komunalne) – partia ta od zakończenia II wojny światowej stała się cichym i milczącym wspólnikiem mafii.
W latach 50. Palermo przeżywało boom budowlany – mafia oczywiście i na tej gałęzi gospodarki położyła łapę. Pieniądze na zezwolenia budowlane trafiały do kieszeni mafii poprzez podstawionych tzw. "słupów" (wybierano prostych i niepiśmienych ludzi). I tu wszelkie działania przestępcze nie uniknęły uwadze Leggio.
Następne lata upłynęły Leggio na budowaniu swojej potęgi, nie należał jeszcze do wąskiego grona mafii sycylijskiej, nie brał udziału w słynnym Szczycie w Palermo. Poszczególne klany mafijne z Corleone na czele zaangażowały się w przemyt heroiny w ramach French Connection (kanał przerzutowy), a później Palermo Connection.

## Procesy sądowe w latach 60.
W latach 1962–1963 toczyła się pierwsza wojna klanów (z ang. The First Mafia War). Leggio i jego ludzie musieli się ukrywać. Wpadł w maju 1964 roku. Ukrywał się w domu, który mieścił się niecałe 200 metrów od komendy głównej policji w Corleone. Nie czuł się dobrze, odczuwał skutki po przebytej choroby Potta. Opiekowała się nim kobieta, będąca narzeczoną Placido Rizzotty (działacz związkowy), którego przed szesnastoma laty osobiście zastrzelił.
Drzwi do sypialni sforsowało dwóch policjantów (notabene konkurowali ze sobą o palmę pierwszeństwa). To wtedy do inspektora policji z Palermo – Angelo Mangano – miał powiedzieć Twoja misja skończona. Mangano później o mało nie zginął w zamachu. Ostatecznie inspektor został zastrzelony w 1973 r..
Drugiemu policjantowi powiedział – Walczył pan ze mną z honorem i zwyciężył z honorem. W chwili gdy aresztowano Leggio, w więzieniu siedziało już wielu innych gangsterów (m.in. capo di tutti capi, Don Giusepee Genco Russo). Przedstawiono mu zarzut zabójstwa Navarry i jego kompanów. Został uniewinniony z powodu braku dowodów, ale pozostał nadal w areszcie.
31 maja 1965 r. sędzia Cesare Terranova podpisał wspólny akt oskarżenia przeciwko 114 członkom mafii (Proces 114). Proces rozpoczął się w 1967 r. (zarzuty – m.in. międzynarodowy handel narkotykami). Leggio siedział w areszcie, ale nie należał do oskarżonych (nie odgrywał jeszcze większej roli w tym interesie).
Ponownie stanął przed wymiarem sprawiedliwości na przełomie 1967/1968 roku w toczącym się Procesie 114, zarzut jaki mu postawiono to udział w przygotowaniach do masakry w Ciaculli (30 czerwca 1963 roku podłożona bomba w samochodzie zabiła w sumie siedmiu policjantów i oficerów wojska). Leggio i tym razem został uniewinniony, ale nadal siedział w areszcie. Zostało skazanych tylko 10 oskarżonych (m.in. Tommaso Buscetta – czternaście lat (zaocznie) i Angelo La Barbera – dwadzieścia dwa lata). Nikt nie został skazany za masakrę w Ciaculli.
W lutym 1969 roku rozpoczął się inny – kolejny – proces z udziałem Leggio. Tym razem w miejscowości Bari, na ławie oskarżonych oprócz niego zasiadło sześćdziesięciu czterech ludzi z klanu Corleone, łącznie z Salvatore Riiną i Bernardo Provenzaną. Leggio był przynoszony do sali sądowej na noszach lub przychodził o kulach. W trakcie procesu zarzucał wymiarowi sprawiedliwości, że jest ofiarą prześladowań ze strony władz (policja, prokuratura, komuniści itp). Sąd skazał go jedynie (kara w zawieszeniu) za kradzież zboża w 1948 r. On i pozostali 64 oskarżeni zostali uniewinnieni z pozostałych zarzutów. Leggio ostatecznie opuścił areszt.
Jednakże po wyjściu z aresztu był znowu osobą poszukiwaną – szef policji w Palermo wydał nakaz jego bezwłocznego zatrzymania. Prokurator generalny (Pietro Scaglione – zastrzelony w maju 1971 r. w Palermo) wydał – z kolei – postanowienie o jego aresztowaniu jedynie na terenie Corleone. Niewykluczone, że Leggio osobiście zastrzelił Scaglione (zeznania Giuseppe Di Cristiny – szefa klanu Riesi).

## Tajemnicza ucieczka z rzymskiej kliniki
W 1969 roku władze otrzymały cynk, że Leggio będzie leczył się w jednej z ekskluzywnych klinik w Rzymie w związku z jego komplikacjami zdrowotnymi po przebytej chorobie Potta. Kiedy poczuł się na tyle dobrze, pewnego dnia wyszedł z kliniki i wsiadł do podstawionego białego mercedesa, po czym odjechał w siną dal. Samochód załatwił mu stary kumpel Lucky Luciano – Frank "Three Fingers" Coppola.
Przygotowana akcja policyjna spaliła na panewce. Leggio korzystał z wielu informatorów, którzy ostrzegli go o policyjnej obławie, zdążył uciec zanim wkroczyli mundurowi.
Tajemnicze zniknięcie wstrząsnęło całymi Włochami. W akcję poszukiwawczą zaangażowano Interpol w Stanach Zjednoczonych i Wenezueli. Prefekt Palermo w pośpiechu skazał Leggio na rok więzienia in absentia (zaocznie) za to, że sam nie oddał się w ręce policji. W Parlamencie włoskim składano pełne gromów i zarzutów oświadczenia, Antymafijna Komisja zbadała szereg zaniedbań i niewłaściwych posunięć urzędników służb publicznych. Nikomu jednak włos z głowy nie spadł. Prokurator Scaglione – najbardziej podejrzany o zaniedbania – dostał awans, miał dostać lepszą posadę na kontynentalnych Włochach, ale zginął zanim się przeniósł. Leggio obawiał się, że Scaglione zabierze ze sobą tajemnice mafii.

## Skazanie w 1970 roku
Sąd w Bari pod koniec 1970 roku ostatecznie zdecydował zakończyć pasmo uniewinnień Leggio. Został skazany zaocznie (wreszcie) za zabójstwo Michele Navarry w 1958 r. – dożywotnie więzienie. W uzasadnieniu wyroku sąd wskazał na fakt, że od 1964 r. (od czasu aresztowania Leggio) w Corleone nie odnotowano żadnego przestępstwa charakterystycznego dla świata zorganizowanej przestępczości. W tym czasie Leggio przebywał już (w ukryciu) w Mediolanie – centrum finansowym i przemysłowym Włoch. Dla mafii i dla niego samego miasto to stało się nowym centrum działań (kradzieże, wymuszenia, afery budowlane, kasyna gier i porwania itp.). Posługiwał się dokumentami na nazwiska (m.in): Baron Osvaldo Fattori, Pablo Villa, Antonio Tazio, Calogero Polla i Sebastiano Tavola.
Od roku 1970 należał do wąskiego grona mafii sycyijskiej jako jeden z dziesięciu mafiosów zasiadających w mafijnej komisji – Cupola (została ona wówczas reaktywowana po siedmiu latach zawieszenia).

## Aresztowanie w Mediolanie
Ostatecznie wpadł 16 maja 1974 roku. Policja namierzyła go podczas nagrywania rozmów telefonicznych – prowadzonych przez niego i sycylijskich mafiosów – przetransplantowanych do Mediolanu. Zwrócono uwagę, że wielokrotnie zwracano się do kogoś per "Signor Antonio" Całujemy dłoń Waszej Wielmożności (Baciamu li mmanu a vossia).
Karabinierów, którzy przyszli go aresztować, powitał z uśmiechem na ustach. W trakcie przeszukania policjanci ujawnili m.in. karabin maszynowy i automatyczny pistolet w bagażniku jego samochodu.
Jego miejsce w komisji (Cupola) zajął Salvatore Riina.

## Pobyt w więzieniu
Pomimo wyroku skazującego, rządził krwawo i bezwzględnie swoim klanem Corleone zza więziennych krat; jego najbliżsi wspólnicy Riina i Provenzano sumiennie wykonywali jego polecenia.
Podczas pobytu w więzieniu Leggio przystąpił do zdobycia całej władzy w mafii sycylijskiej. Nie przeszkadzały mu mury więzienne, posługiwał się swoimi wpływami i pieniędzmi.
W latach 1981–1983 toczyła się brutalna i bezwzględna wielka wojna klanów, podczas której wyeliminowano większość wrogów Leggio (głównie Stefano Bontate i Salvatore Inzerillo), klan Corleone (Corleonesi) wyszedł z niej zwycięsko.
W trakcie swojej przestępczej kariery nawiązał współpracę z mafią turecką (Babas) i neapolitańską Camorrą w ogólnoświatowym handlu heroiną (produkcja – przemyt – sprzedaż).

## Udział w Maksiprocesie
W 1986 roku zasiadł na ławie oskarżonych w Maksiprocesie. Zarzut, jaki na nim ciążył, to zlecenie zabójstwa sędziego Cesare Terranovy (25 września 1979 r.). Został po raz kolejny uniewinniony, odsiadywał wtedy jednak już wyrok dożywocia.
Był ponadto formalnie oskarżony o posługiwanie się Antoninem Farem jako więziennym zabójcą. Ten bezlitosny i wielokrotny morderca z Katanii stanął na czele jego 'więziennego szwadronu śmierci'.

## Śmierć
Zmarł w więzieniu na atak serca 15 listopada 1993 roku, pochowany jest w Corleone.